# Beiteddine
Beiteddine (Arabisch: بيت الدين) is een kleine Libanese stad in het gouvernement Libanongebergte. De stad is de hoofdstad van het district Chouf en heeft circa 2500 inwoners. Het bekendste gebouw in Beiteddine is het paleis gebouwd door Emir Bechir II Chehab in de periode 1804-1840. De naam betekent Huis van het Geloof.